# Ausströmerstein

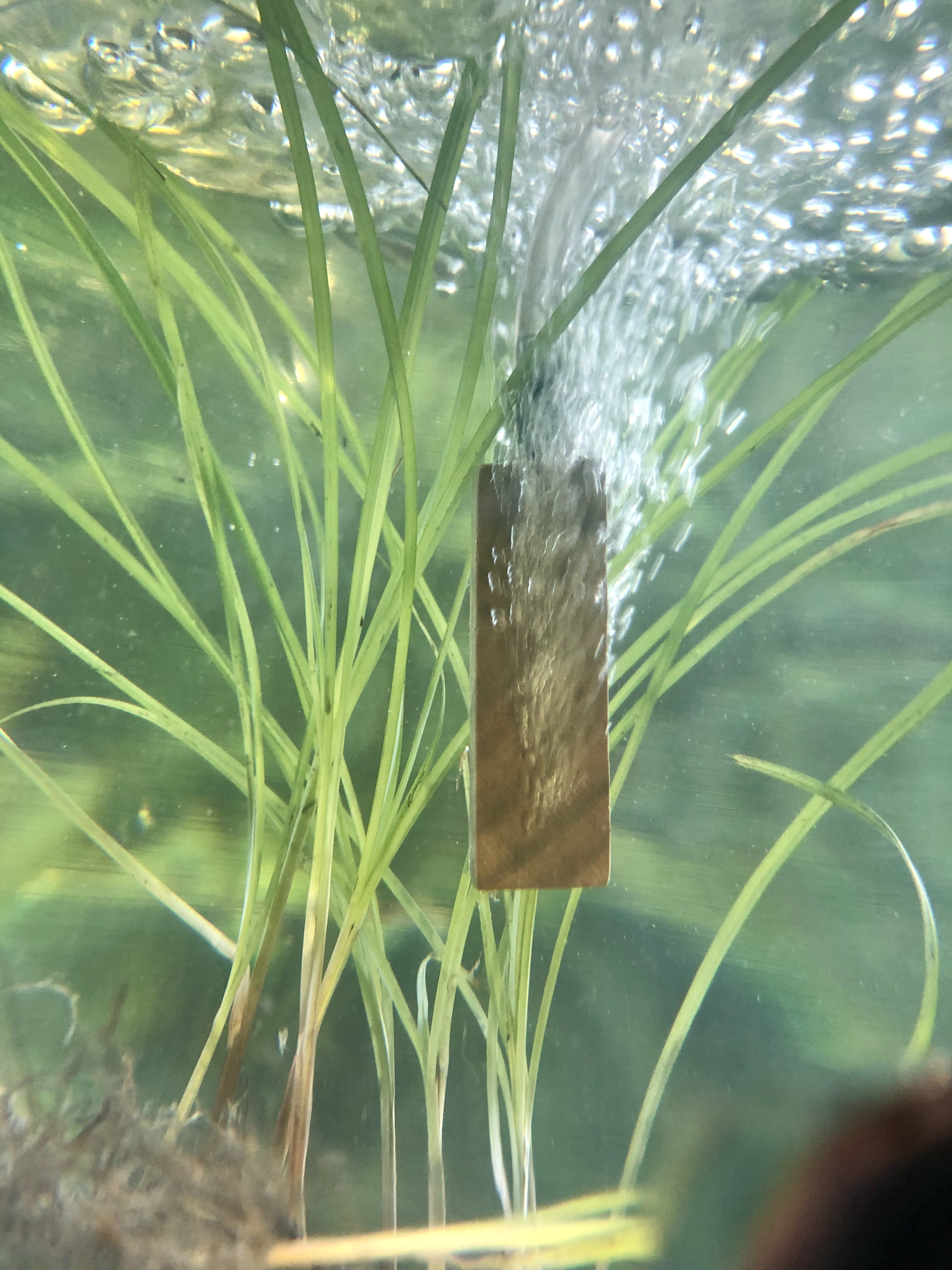
Lindenholz Luftausströmer

Ausströmersteine (oft auch Sprudelsteine genannt) werden in der Aquaristik verwendet, um Wasser in Bewegung zu versetzen und Sauerstoff ins Aquarium zu leiten. Der Ausströmerstein ist über einen Luftschlauch an eine elektrische Luftpumpe angeschlossen und befindet sich im Aquarium. Der Ausströmerstein wird mittels Sauger an eine Aquarienscheibe befestigt, damit er nicht  an die Wasseroberfläche gelangt.
Ist an ein Aquarium eine Kohlenstoffdioxid-Düngung (CO2-Düngung) angeschlossen, sollte auf den Einsatz eines Ausströmersteines verzichtet werden, da die verstärkte Oberflächenbewegung das  CO2 aus dem Wasser austreibt, wodurch die Wirkung der Düngung reduziert wird.